# Infoclimat
Infoclimat est une association loi de 1901 à but non lucratif d'intérêt général, créée en 2003. Son objectif est de rendre accessible les connaissances autour de la météo et du climat ainsi que favoriser le partage et les échanges sur ces sujets.

## Description
Créée en 2003, l'association Infoclimat a été lancée afin de pérenniser et structurer la plateforme collaborative du même nom lancé le 7 octobre 2001.
Les objectifs affichés de l'association sont de :
- Créer un commun numérique libre de données météorologiques et climatologiques, qu'elles soient produites par les passionnés et citoyens, ou par les institutions publiques qui mettent à disposition des données sous licence libre ;
- Vulgariser la climatologie et la météorologie ;
- Promouvoir l'échange des connaissances.

## Site internet
Infoclimat s’appuie principalement sur son site internet pour promouvoir ses activités de suivi des conditions météorologiques, prévisions, climatologie, et pédagogie. L'association ne présente aucune publicité, et héberge tous ses services en France. En 2020, le site était visité par 4,5 millions de visiteurs uniques par an. Lors de périodes météorologiques exceptionnelles, le site peut connaitre des pics de fréquentation dépassant 200 000 visiteurs par jour.
Un forum de discussion permet les échanges entre les membres, grâce à différentes rubriques et catégories (connaissances, suivi du temps, prévisions à court, moyen et long terme, etc.).
Une rubrique de sciences participatives, Photolive, permet aux contributeurs de partager leurs photographies du ciel, avec la possibilité d'identifier les phénomènes météorologiques et types de nuages présents sur celles-ci. Pour les contributeurs qui le souhaitent, les images peuvent être placées sous licence ouverte (Creative Commons), ou être réutilisées dans les bulletins météo des chaînes françaises (TF1, France Télévisions, BFM-TV).

### Agrégation de données météorologiques et climatiques
Le site agrège des données météorologiques de plusieurs sources, à l'international, et dispose d'une base de données de plus de 6 milliards d'enregistrements climatologiques. Des outils d'exploitation des séries de données permettent la visualisation des changements climatiques.
Un mode de fonctionnement collaboratif est mis en place depuis 2004, où des contributeurs peuvent inscrire leur station météorologique au réseau de stations (dénommé "StatIC"), contribuer à ce commun de données météorologiques et climatiques, et bénéficier de tous les outils du site internet. L'inscription est gratuite et l'utilisateur peut choisir la licence sous laquelle sont placées ses données. Les stations météorologiques doivent néanmoins respecter des contraintes d'installation proche des standards de l'Organisation météorologique mondiale, afin que les relevés soient cohérents avec les réseaux officiels d'observation météorologique.
En outre, l'association Infoclimat a noué un partenariat avec Météo-France en 2010, pour permettre l'échange réciproque de données météorologiques, leur mise à disposition à tous les visiteurs et la participation à des actions de formation des adhérents de l'association.

### Diffusion de données
Les données sous licence ouverte produites par les contributeurs et par l'association elle-même sont remises à disposition de la communauté par des interfaces de programmation.

## Activités associatives

### Installation de stations météorologiques
En complément des stations météorologiques officielles et de celles installées par les contributeurs du site internet, l'association installe son propre matériel. En 2022, il s'agit d'une trentaine de sites de mesure, dont le Mont Ventoux,, qui a été réinstrumenté en 2015, après avoir été créé par la Météorologie Nationale en 1930 puis fermé en 1967.
L'association soutient également les initiatives locales des associations de météorologie, visant à instrumenter des sites isolés ou pertinents pour l'étude du changement climatique, comme dans la vallée de la Roya (Alpes-Maritimes) ou sur les îles Chausey (Manche).

### Éducation
Infoclimat héberge également l'initiative Météo à l'École issue du partenariat entre Science à l'Ecole et Météo-France, en permettant aux professeurs des collèges et lycées de publier leurs relevés météorologiques, d'accéder à des contenus pédagogiques, et d'installer du matériel de mesure.
L'association réalise également des actions pédagogiques pour le grand public et les jeunes, en animant des ateliers lors de divers événements comme la Nuit des chercheurs ou la fête de la science.

### Impact sur l'écosystème
Infoclimat est membre des commissions "Education-Formation" et "Observations" du Conseil supérieur de la météorologie. Ces commissions permettent de faire le lien entre les instances officielles (Météo-France, Éducation Nationale), les producteurs et consommateurs de données météorologiques et climatiques, et la communauté bénévole. L'un des objectifs est de partager les données météorologiques et climatiques dans une base de données commune, qui permettrait notamment l'amélioration des performances des modèles météorologiques et climatiques par une plus grande quantité d'observations météorologiques.
Les activités de l'association Infoclimat ont été retenues dans le cadre de l'accélérateur d'initiatives citoyennes,, un programme lancé par la Direction interministérielle du numérique (Etalab) et la Direction interministérielle de la transformation publique pour soutenir les actions bénévoles d'intérêt général qui étendent les missions du service public.

## Fonctionnement

### Structure de l'association
Les activités sont organisées de manière intégralement bénévole, autour d'un Conseil d'Administration et d'équipes de contributeurs. L'agroclimatologue Serge Zaka y est administrateur depuis 2010.

### Financement
Le budget 2023 de l'association était de 190 000 €, la majorité des dépenses étant des frais de serveurs informatiques et d'achat de stations météorologiques. Les recettes sont majoritairement issues de cotisations des adhérents et de dons particuliers.
En 2022, l'association réalise une campagne de financement importante, et recrute son premier salarié.
En 2024, l'association a fêté ses 20 ans au Climatographe au Mont Aigoual (34) lieu mythique [?] de la météorologie française. 